# Freaky Friday (2003)
Freaky Friday (bra: Sexta-Feira Muito Louca; prt: Um Dia de Doidos) é um filme de comédia romântica e fantasia de 2003, produzido pela Walt Disney Pictures e dirigido por Mark Waters. É estrelado por Jamie Lee Curtis e Lindsay Lohan nos papéis de Tess e Anna, mãe e filha que vivem brigando, e após comerem biscoito da sorte enfeitiçado em um restaurante chinês, trocam de corpos uma com a outra. O longa é uma refilmagem do filme homônimo de 1976, estrelado por Barbara Harris e Jodie Foster.
O filme foi lançado nos cinemas em 6 de agosto de 2003 pela Walt Disney Pictures e Buena Vista Pictures, faturando mais de US$ 160 milhões em todo o mundo com um orçamento de US$ 20 milhões. Freaky Friday recebeu críticas positivas dos críticos de cinema, com elogios particulares às atuações de Lohan e Curtis, sendo esta última indicada ao Globo de Ouro de melhor atriz em comédia ou musical. Uma sequência intitulada Freakier Friday foi lançada em 2025, com Curtis, Lohan e a maior parte do elenco de apoio original retornando.

## Enredo
Anna Coleman é uma adolescente comum, com uma vida estressante, devido às brigas com sua mãe, a psicóloga viúva Tess, e com seu irmão mais novo irritante Harry. Os conflitos giram em torno do casamento de Tess com Ryan, que Anna não está emocionalmente pronta para aceitar por causa da morte de seu pai, três anos antes. Anna, tem uma banda de rock com suas amigas, a Rosa Slip, que Tess detesta por fazer tremer a casa toda durante os ensaios na garagem. Anna também tem reivindicações sobre sua rival Stacey Hinkhouse, que não pára de perturba-lá na escola, enquanto Tess está convencida de que as duas ainda são melhores amigas como costumavam ser, e ainda tem seu professor de inglês sádico, o Sr. Elton Bates, que lhe dá uma nota ruim em tudo que ela faz, não importa o quanto ela tente. Tess também desaprova a paixão de Anna, Jake, um estudante mais velho, que anda de moto.
Um dia os Colemans vão jantar no restaurante chinês da Pei-Pei, onde Anna pede a Tess para deixá-la ir em um teste com sua banda. No entanto, Tess recusa o pedido já que na mesma sexta-feira vai ocorrer o jantar de ensaio de seu casamento. Elas começam a discutir até que a mãe de Pei-Pei interrompe, para oferecer as duas uns biscoitos da sorte, que contêm um feitiço de troca de corpo, as duas abrem o biscoito e leem a mensagem, causando um terremoto que só elas sentiram. Na manhã seguinte, elas acordam no corpo uma da outra, e chegam a conclusão de que os biscoitos da sorte são responsáveis pelo ocorrido. Porém as duas não pode voltar ao restaurante, já que Anna tem que ir para a escola fazer uma prova importante e Tess tem que ver seus pacientes mais críticos, sendo assim as duas resolvem desempenhar o papel uma da outra.
Antes de Anna ir para o escritório de Tess, ela passa por uma transformação no visual. Já Tess percebe que a vida na escola da filha não é tão fácil. Mais tarde elas voltam ao restaurante para enfrentar Pei-Pei e sua mãe, ela explica que o feitiço só é quebrado quando uma demostrar a outra um amor altruísta. No mesmo dia, Anna tem que ir a reunião de pais e mestres de Harry, onde lê uma redação que Harry escreveu sobre o quanto ele a admira. Enquanto isso na escola, Tess tenta fazer as pazes com Stacey mas ela não está interessada. Jake ajuda Tess a terminar o teste, o que faz ela perceber que julgou mal o rapaz. Infelizmente, ele não gosta nem um pouco quando Tess sabota o teste de Stacey.
Enquanto isso, Ryan surpreende Anna com uma entrevista em um talk show para falar sobre o novo livro de psicologia da Tess. No entanto, ela transforma a entrevista em uma verdadeira enrolação, pois obviamente não leu o livro. Tess e Jake assistem o programa, enquanto ela está constrangida, ele está impressionado. Mais tarde, Anna esbarra com Jake em um café, ele começa a se apaixonar pela "Tess", e começa a persegui-la.
No jantar de ensaio, as amigas de Anna aparecem para tentar convencer a "Tess" a deixar Anna ir para a audição, mas elas são capturadas por seguranças. Ryan surpreende Tess e Anna, dando permissão a Anna para ir a audição. Ele explica que só quer que as crianças o aceite e pede a "Tess" que ela vá apoiar a filha. Como Tess não sabe tocar, Anna desconecta sua guitarra e toca atrás do palco, enquanto Tess finge que toca. Jake está na platéia e percebe que Anna é a garota certa para ele. Tess também percebe o quão divertido a música é, e promete tratar a banda da filha com mais respeito.
Voltando ao jantar de ensaio, Tess diz a Anna para pedir ao Ryan para adiar o casamento, em vez disso, ela propõe um brinde, onde ela finalmente aceita o Ryan, percebendo o quão feliz ele faz sua mãe. Este é o último ato de amor necessário para quebrar o feitiço dos biscoitos, e acontece outro terremoto, fazendo com que as duas finalmente troquem de corpo. Por fim, Tess e Ryan se casam, e Anna e Jake começam a namorar, com a aprovação de Tess. A banda de Anna toca na festa. A mãe de Pei-Pei tenta dar a Harry e Alan os biscoitos da sorte, após ver os dois brigando, mas Pei-Pei vê a cena, e consegue impedir.

## Elenco
- Jamie Lee Curtis como Drª. Tess Coleman, mãe de Anna
- Lindsay Lohan como Anna Coleman, filha de Tess
- Ryan Malgarini como Harry Coleman, filho de Tess e irmão caçula de Anna
- Harold Gould como vovô Alan Coleman, pai de Tess
- Chad Michael Murray como Jake, o interesse amoroso de Anna
- Mark Harmon como Ryan Volvo, noivo de Tess
- Stephen Tobolowsky como Sr. Elton Bates, o professor de Anna, que constantemente a reprova
- Christina Vidal como Maddie, amiga de Anna e membro da Pink Slip
- Haley Hudson como Peg, amiga de Anna e membro da Pink Slip
- Rosalind Chao como Pei-Pei
- Lucille Soong como a mãe de Pei-Pei
- Julie Gonzalo como Stacey Hinkhouse, rival de Anna
- Willie Garson como Evan, o paciente mais frequente de Tess
- Dina Waters como Dottie Robertson, uma apresentadora de televisão
- Cayden Boyd como Joe, um amigo de Harry
- Christopher Guest como Sr. Coleman, o falecido marido de Tess e de Anna e Harry

## Lançamento
O filme foi lançado em DVD e VHS em 16 de dezembro de 2003, pela Walt Disney Home Video. Agora também está disponível em disco blu-ray, lançado em 11 de setembro de 2012.

## Recepção
Freaky Friday recebeu críticas positivas. No Rotten Tomatoes o filme tem um índice de aprovação de 88%, com base em 148 avaliações, com uma classificação média de 7/10. No Metacritic o filme tem uma pontuação de 70 em 100, baseado em 36 críticos, indicando "avaliações favoráveis".
O desempenho de Jamie Lee Curtis foi elogiado por muitos críticos. David Ansen da Newsweek observou que, "a metamorfose mais surpreendente é a transformação de Curtis do desvanecimento de rainha do horror para comediante deslumbrante. Ela continua uma irmã mais nova adolescente em lágrimas atormentando Anna (que se pergunta por que mamãe está agindo de modo estranho), ficando para baixo e suja em um talk show de televisão onde Tess supostamente discute seu livro sobre envelhecimento com convicção ferozmente engraçada." Lisa Schwarzbaum da Entertainment Weekly chamou seu desempenho de "glorioso".